# Taft (Oklahoma)
Taft es un pueblo ubicado en el condado de Muskogee en el estado estadounidense de Oklahoma. En el año 2010 tenía una población de 250 habitantes y una densidad poblacional de 62,5 personas por km².

## Geografía
Taft se encuentra ubicado en las coordenadas 35°45′45″N 95°32′46″O / 35.76250, -95.54611 (35.762595, -95.546046).

## Demografía
Según la Oficina del Censo en 2000 los ingresos medios por hogar en la localidad eran de $18,889 y los ingresos medios por familia eran $26,500. Los hombres tenían unos ingresos medios de $20,417 frente a los $17,813 para las mujeres. La renta per cápita para la localidad era de $11,278. Alrededor del 33.7% de la población estaban por debajo del umbral de pobreza.